# 笑顔日和
「笑顔日和」（えがおびより）は、日本のガールズロックバンド・ZONEのメジャー15作目（通算16作目）のシングル。

## 概要
- 前作「glory colors 〜風のトビラ〜」から約7ヶ月ぶり、アルバム『E 〜Complete A side Singles〜』からの先行シングル。
- 前年12月にMIZUHOが「一度今までの経験を振り返り、これからの自分を見つめ直す時間を持ちたい」という理由によりZONE脱退を表明。当初は残された3人で活動する予定だったが、今作のジャケット撮影時に「ZONEはやっぱり4人だ」と感じ最初の解散を決意。そのため、今作はMIZUHOが参加した最後のシングルとなった[1][2]。
- 今作でMIYUが初めて作詞を手掛けた。
- 「白い花」以来7作ぶりに従来のCD規格のみで発売された。
- 「卒業」以来3作ぶりのノンタイアップシングルである。
- ジャケットの異なる初回生産限定盤と通常盤の2形態で発売され、初回生産限定盤には特典としてムービングカードが同梱された。
- オリコンウィークリーチャート初登場7位を獲得。13作連続のトップ10入りを果たした。なお、デイリーチャートでは3位を獲得している[3]。

## 収録曲
1. 笑顔日和 [4:12]
作詞：MIYU
作曲：町田紀彦
編曲：山原一浩
2. Two Hearts [5:08]
作詞：MIYU
作曲・編曲：高見沢俊彦
3. 愛花 [5:34]
作詞・作曲：町田紀彦
編曲：genepool
4. 笑顔日和 (backing track) [4:12]
作曲：町田紀彦
編曲：山原一浩
表題曲のバッキングトラックバージョン。
5. Two Hearts (backing track) [5:08]
作曲・編曲：高見沢俊彦
カップリング曲のバッキングトラックバージョン。

## 収録アルバム
- E 〜Complete A side Singles〜 (#1)
- LOVE for NANA 〜Only 1 Tribute〜 (#2)
- ura E 〜Complete B side Melodies〜 (#3)
- ZONEトリビュート〜君がくれたもの〜 (Disc2 #1,3)